# بيتا الاكليل الجنوبي
بيتا الاكليل الجنوبي هو نجم يقع في كوكبة الاكليل الجنوبي ,و يعتبر هذا النجم ثالث أسطع نجمٍ في كوكبة الاكليل الجنوبي ,و يبلغ قدره الظاهري 3,68+ ,وتصنيفه النجمي F0p.

كوكبة الاكليل الجنوبي